# FACE (GReeeeNの曲)
｢FACE｣ (フェイス) はGReeeeNがglobeの曲をカバーした曲である。globeがコーラスにも参加している。｢globe20th -SPECIAL COVER BEST-｣の6曲目に収録されている。

## 収録曲
1. FACE [6:18]
  - 作詞・作曲 : 小室哲哉
ラップ詞 : GReeeeN